# 강세황 필 도산서원도
강세황 필 도산서원도(姜世晃 筆 陶山書院圖)은 서울특별시 용산구 국립중앙박물관에 있는 조선시대의 산수화이다. 1970년 8월 27일 대한민국의 보물 제522호로 지정되었다.

## 개요
도산서원도(陶山書院圖)는 조선 후기의 문인 화가 강세황(1712∼1791)이 도산서원의 실경을 그린 것으로, 크기는 가로 138.5㎝, 세로 57.7㎝이다.
위에서 아래를 내려다보는 풍경을 그린 것으로 중앙에 도산서원을 배치하고 앞쪽에는 흐르는 강물과 함께 탁영담·반타석 등을 그렸다. 왼쪽에는 곡류 위쪽으로 분천서원·애일당·분강촌 등을 그렸으며 본인이 직접 쓴 글이 적혀있다. 여기에는 성호 이익이 병으로 누워 있으면서 자신에게 도산서원을 그리도록 특별히 부탁하였다는 것과 자신의 소감 및 제작시기 등을 비교적 자세히 적고 있다. 또한 이 글의 끝 부분에는 1927년 가을 최남선이 쓴 글도 적혀 있다. 서원의 배치, 건물의 크기와 방향 등이 실제와 부합되게 그려졌으며 건물의 이름도 함께 밝혔다.
영조 27년(1751)에 그려진 이 그림은 마의 올을 풀어서 늘어놓은 것같이 섬세하게 산과 계곡을 표현하였으며 나무들은 붓을 눕혀 점을 찍듯이 나타내어 당시 유행하던 남종화풍의 초기적 필치를 느낄 수 있다.

## 참고 자료
- 강세황 필 도산서원도 - 국가유산청 국가유산포털